# Автомобильная промышленность ГДР
Автомобильная промышленность ГДР — автомобилестроительная индустрия в ранее существовавшей Германской Демократической Республике. Существовала в период с 1945 по 1990 год. Была основана практически сразу после окончания Второй мировой войны на территории Советской оккупационной зоны Германии. К 1970 году была одной из ведущих отраслей ГДР. Значительная часть продукции восточногерманского автопрома отправлялась на экспорт в ряд стран Европы, Азии, Африки, а также на Кубу. По производству автомобилей среди стран соцлагеря ГДР вместе с Чехословакией до середины 1970-х находилась на втором-третьем месте после СССР, когда в середине 1970-х годов уступила Польше, а затем в середине 1980-х годов также и Югославии и в конце 1980-х годов — Китаю. Ежегодное производство автомобилей в ГДР непрерывно росло до достижения максимума в 265 тыс. в 1986 году, после чего начало сокращаться из-за общего кризиса экономики республики. Автомобильная промышленность ГДР была быстро и жёстко ликвидирована (кроме фирмы Multicar) в начале 1990-х годов в ходе объединения Германии, а её автозаводы были выкуплены (частично реститурированы), а затем модернизированы или закрыты западногерманскими автоконцернами. Ныне автомобильные заводы на территории бывшей ГДР полноправно входят в состав автопрома единой Германии.

## История

### 1945—1961
После окончания Второй мировой войны и раздела Германии победителями восточная часть страны попала под контроль советской военной администрации. Практически все крупные предприятия этого региона были национализированы. Исторически здесь располагались некоторые немецкие автомобилестроительные предприятия, в том числе известного объединения Auto Union: в городе Айзенах завод BMW, в Цвиккау Horch и Audi, в Грисбах DKW, в Хемнице Wanderer, в Хайнихене Framo, в Циттау Phänomen, в Плауэне Vomag, в Зуле Simson, в Вальтерсхаузене ADE-Werke и другие. Многие из них были серьёзно разрушены в ходе войны. В целях восстановления разрушенной промышленности, в первую очередь для поставок продукции в счёт репараций в СССР и на нужды военной оккупационной администрации, в 1947 году было основано Советско-германское Акционерное общество «Автовело» включившее в себя ряд предприятий по производству автомобилей, велосипедов и мотоциклов, а также их комплектующих. Началось постепенное восстановление автомобильных заводов в Тюрингии и Саксонии. Некоторые предприятия,
как например Vomag (известный до войны своими тяжёлыми дорожными грузовиками), были перепрофилированы и к производству автомобилей не возвращались.
В нояюре 1945 года на заводе BMW в Айзенахе началась сборка автомобилей довоенных моделей 321, а также мотоциклов R-35 из имеющихся заделов деталей. C 1946 года возобновилось производство довоенных моделей легких коммерческих развозных грузовиков фирм Framo и Phänomen, легковых автомобилей и мотоциклов DKW. Таким образом восстановление производства автотранспортных средств в Восточной Германии началось существенно ранее, чем в Западной. В 1948 году для улучшения контроля над автомобилестроением основано индустриальное объединение автотранспортостроителей Industrieverband Fahrzeugbau (IFA). Оно объединило в себе практически все автомобильные и мотовелозаводы Советской оккупационной зоны Германии.
После провозглашения 7 октября 1949 года на территории Советской оккупационной зоны Германской Демократической Республики, советская сторона передала вновь образованному немецкому правительству контроль над промышленностью, в том числе и автомобилестроением. Началось восстановление экономики Восточной Германии, а потому ей требовались грузовые автомобили. В 1947 году на заводе фирмы Horch ранее известной своими элитными легковыми автомобилями начался выпуск грузового автомобиля IFA H3 грузоподъёмностью 3 тонны разработанного на основе опытного довоенного грузовика Auto Union 1500, а с 1952 года развернуло выпуск тяжёлого грузовика H6 созданного на основе наработок фирмы Vomag. В 1948 году предприятия в инициативном порядке построило весьма оригинальный прототип автомобиля представительского класса, созданного на опыте довоенного концепа Horch 930S. В это время создавая новые модели автомобилей, инженеры и конструкторы ГДРовских автозаводов активно использовали опыт и наработки довоенного времени. Так на заводе DKW был создан и запущен в 1950 году в серийное производство малолитражный автомобиль IFA F9 созданный на основе довоенного прототипа DKW F9 1940 года. Завод BMW в Айзенахе создал новую модель 340 на также на основе довоенных разработок.
В начале 1950-х годов стартовало производство так необходимых новой Германии автобусов. Причём, немецкие автомобилестроители пошли по пути своих довоенных коллег выпуская капотные двухэтажные городские автобусы для Восточного Берлина. Их производством занималось вагоностроительное предприятие в городе Баутцен, а узлы и агрегаты поставлял завод Horch. С 1952 года для вновь созданной Военизированной народной полиции (будущей Народной национальной армии) завод Horch начал выпуск полноприводного армейского грузовика G5, также джипа P2M. К 1953 году ГДР выпускала легковые и грузовые автомобили, автобусы, тракторы, прицепы и полуприцепы, а также осваивало спецтехнику на их базе. Вплоть до 1954 года ГДР в качестве выплат по репарациям поставляла в СССР некоторые виды своих автомобилей. В основном это были легковые автомобили BMW/EMW, фургоны Framo, мотоциклы и велосипеды, а также машинокомплекты автокранов Bleichert, которые устанавливались в СССР на отечественные грузовые шасси. С 1950-х годов начался экспорт автомобильной продукции ГДР за пределы страны. Импортёрами были не только социалистические страны, но и Дания, Финляндия, Швеция и другие. За рубежом наиболее ценились купе и кабриолеты EMW 327. Начало 1950-х годов связано с некоторым скандалом касающимся прав на автомобильные марки. Дело в том, что марка BMW принадлежала своим владельцам располагавшимся в штаб-квартире в Баварии. В Айзенахе же был лишь один из заводов фирмы, хотя и довольно крупный. Баварские владельцы оспорили права на марку в международном суде, поэтому автомобили, выпускавшиеся в ГДРовском Айзенахе, в 1951 году пришлось переименовать из BMW в EMW. По такой же причине автомобили марки DKW, выпускавшиеся в ГДР, носили общую марку IFA.

С середины 1950-х годов началась первая реорганизация автомобильных предприятий ГДР. Многие из них перешли на выпуск новой продукции. Так завод EMW в Айзенахе освоил выпуск нового легкового автомобиля «Wartburg», завод Horch начал выпуск автомобиля представительского класса «Sachsenring P-240». Завод Вальтерсхаузене создал внутризаводской микрогрузовик «Муравей», который позже получил марку «Мультикар». Во второй половине 1950-х годов некоторые предприятия изменили свои названия и марки автомобилей. Завод Framo становится Barkas, Phänomen превращается в Robur. 
 Теряет навсегда свою историческую марку и Horch. В связи с началом активизации хозяйственно-экономического объединения социалистических стран СЭВ, членом которого была ГДР, некоторые виды автомобильного транспорта в стране снимаются с производства. В 1958 году снимаются с производства тяжелые грузовики H6 и автомобиль представительского класса «Sachsenring». В 1959 году прекращается производство двухэтажных автобусов. Производство среднетоннажных грузовиков Horch передаётся из Цвиккау на завод имени «Эрнста Грубе» в Вердау. В 1957 году начинается производство «народного автомобиля» Trabant (Спутник), названого так в честь первого искусственного спутника Земли, запущенного СССР в октябре того же года.
Автомобилестроение ГДР за годы своего существования испытывало значительные трудности. Во-первых финансовая сторона вопроса, поскольку республика была не настолько богата, в отличие от западного соседа ФРГ, куда вливались американские активы по плану Маршалла и где автомобилестроительные компании в большинстве были частными. Во-вторых, были существенные проблемы с сырьём и ресурсами. До войны всю немецкую промышленность снабжала металлом и углём Рурская область. После же раздела Германии в 1945 году Рур остался в британской оккупационной зоне, а позже в образованной ФРГ и естественно по политическим причинам ФРГ не могла снабжать необходимыми материалами ГДР. Именно по этой причине в производстве кузова наиболее массового народного автомобиля страны «Трабанта» было принято решение использовать пластмассы, а именно дюропласт.

### 1961—1990
1961 год стал не только сложным годом в международной политике, в том числе, касающейся непосредственно двух Германий, но и одним из самых продуктивных за всю историю автомобилестроения Восточной Германии. На заводе Barkas, переехавшем из Хайнихена в Карл-Маркс-Штадт, началось производство новых развозных грузовиков и фургонов, а также микроавтобусов одноимённой марки. Завод Robur освоил выпуск принципиально новых 2,5-тонных грузовых автомобилей Robur с кабиной над двигателем, автобусов и фургонов на их базе. Осваивались и новые модели мотоциклов, мотороллеров. Был разработан, а с 1963 года запущен в серийное производство новый «Трабант» модели 601. С 1965 года началось производство нового среднетоннажного грузовика IFA W50, разработанного на заводе «Эрнст Грубе» в Вердау, но переданного на новый автозавод IFA в Людвигсфельде (бывший авиамоторный завод «Daimler-Benz»). С этого же года начинается производство легкового автомобиля «Wartburg» нового поколения модели 353. Все эти автомобили определили дальнейшее развитие автомобилестроения ГДР, став основными в производственной программе автозаводов на последующие четверть века. За экспорт автомобилей и тракторов производства ГДР за рубеж отвечало внешнеторговое объединение «Transportmaschinen Export Import».
Особняком в автомобильной индустрии ГДР стояло предприятие Fritz Fleischer KG в городе Гера. В отличие от других автомобилестроительных предприятий Восточной Германии оно являлось частным. Частные предприятия и кооперативы в социалистической ГДР существовали, но, как правило, это были мелкие предприятия артельного типа. Fleischer же был полноценным кузовостроительным предприятием, основанным ещё в 1930-х годах. Ввиду острой необходимости его продукции (междугородние и туристические автобусы) власти не трогали его до 1972 года, когда на волне последней национализации в ГДР оно было передано в собственность государства. Здесь первоначально строили, а позже реконструировали автобусы марки «Fleischer» собственной разработки, базировавшиеся на узлах и агрегатах венгерских «Икарусов». Автобусы эти мало известны за пределами Восточной Германии, поскольку использовались в основном для внутреннего рынка. Ещё одним подобным частным предприятием была фирма Messerschmidt (не путать с Messerschmitt — производителем самолётов), которая в 1970-х построила несколько междугородних автобусов.
Отдельно стоит упомянуть о спортивных успехах автомобилей производства ГДР. В 1950-х годах на заводе в Айзенахе были построены оригинальные гоночные автомобили AWE Rennsportwagen. Серийные автомобили «Wartburg» принимали участие практически во всех соревнованиях в странах соц. лагеря, в том числе в СССР. В связи с этим активно развивалось техническое сотрудничество. Двигатели «Wartburg» закупались для советских гоночных автомобилей «Эстония», точно так же, как и гоночные шины чехословацкой фирмы «Barum». Особую роль в развитии автоспорта в ГДР сыграл инженер Хайнц Мелькус, основавший в 1959 году мастерские по постройке гоночных болидов. В 1969 году он построил спортивный автомобиль Melkus RS 1000, мелкосерийное производство которого велось до 1979 года. Из-за своего оригинального внешнего вида у западной прессы он получил название «Восточный Феррари».
70-е годы были отмечены созданием ряда прототипов автомобилей Barkas, Robur, Wartburg, как перспективной замены выпускаемых моделей. Однако начавшееся ухудшение экономической ситуации, отсутствие существенной конкуренции на рынке СЭВ и замедление научно-исследовательских и опытно-конструкторских работ положили «на полку» большинство этих разработок. На фоне растущего экспорта автомобилей из ГДР в страны СЭВ, а также в страны Азии и Африки, где автомобильной индустрии не было вовсе, это не выглядело какой-либо катастрофой. Однако в дальнейшем этот технологический застой резко отрицательно сказался на деятельности автомобильных предприятий Восточной Германии. Производство автомобилей в ГДР к 1976 году достигло 202 400 единиц, по сравнению с 1960 годом, когда было выпущено 76 400 единиц. Автомобили ГДР пользуются спросом за свою простоту, надёжность, неприхотливость и невысокую стоимость. К тому же ГДРовские автомобили испытываются в суровых холодах в СССР, жарой пустынь Египта и Ирака, сверхвлажным климатом Вьетнама и Лаоса. С 1971 года грузовые автомобили IFA W50L начали поставляться в СССР. Здесь они были представлены в основном самосвальными автопоездами, реже бортовыми грузовиками. Здесь они становились достойными конкурентами советских автомобилей ЗиЛ. С начала 80-х к ним присоединяются грузовые автомобили «Робур» и микрогрузовики «Мультикар».
В 80-е годы всё более очевидным становится техническое отставание выпускаемых в ГДР автомобилей от западных и, прежде всего, от автомобилей концернов ФРГ. Снижается экспорт легковых автомобилей «Вартбург» и «Трабант» в Западную Европу. Бо́льшая часть из выпускаемой автозаводами продукции разработана ещё в начале 60-х годов и с тех пор не претерпела существенных изменений. О запуске в серийное производство новых моделей вопрос даже не стоит. Кризис 80-х в странах СЭВ серьёзно бьёт и по экспорту автомобилей. Положение спасает СССР, увеличивший в 80-х импорт автомобилей из соц.лагеря, в том числе из ГДР, а также Ирак и Куба, куда идут в большом объёме грузовые автомобили IFA и Robur.
В середине 80-х начинаются попытки подтянуть уровень некоторых выпускаемых автомобилей. Модернизацию проходят автомобили Wartburg 353, завод в Людвигсфельде представляет 6-тонную модель грузовика L60, по сути, модернизированный W50L. На базе грузовика W50L создаётся оригинальная подметально-уборочная машина IFA KM2301. Во второй половине 80-х ситуация заставляет руководство страны искать помощи у западных соседей. В 1988 году начинается производство автомобилей Wartburg 1.3 и Trabant 1.1 с двигателями концерна Volkswagen. Эти автомобили получили второе дыхание в виде пластиковых бамперов, обновлённой светотехники и прочих элементов.
Год 1990-й становится ключевым в объединении двух Германий в единое государство, но также и роковым рубежом для автомобильной промышленности ГДР. Состояние большинства автозаводов бывшей республики было удручающим, наблюдался значительный моральный и технический износ оборудования, недозагрузка мощностей, экологические проблемы, но самое главное — продукция практически всех автозаводов уже давно не отвечала никаким современным требованиям, то есть, полностью морально устарела. К тому же с распадом СЭВа в 1990-м автозаводы ГДР потеряли последние крупные экспортные рынки для своей продукции. Объединение Германии, состоявшееся 3 октября 1990 года, разрешило вопрос коренной модернизации автопрома ГДР самым радикальным образом уже в 1991 году.

## Судьба автозаводов и влияние на культуру
Судьбы автозаводов бывшей ГДР, за единственным исключением (Multicar), сложились достаточно схоже и печально.
Так, предприятие IFA в Людвигсфельде — крупнейший производитель грузовиков в ГДР, был возвращён своим бывшим хозяевам — концерну Daimler-Benz. Весной 1990-го на нём была предпринята попытка обновить выпускавшиеся грузовики IFA L60 путём установки новых дизелей и современной кабины Mercedes-Benz N2, но удалось собрать всего два экземпляра, которые не вызвали интереса на рынке. Уже летом 1990-го производство грузовиков IFA L60 было окончательно свёрнуто. Зимой 1991/1992 гг. вместо них в Людвигсфельде было развёрнуто производство среднетоннажных развозных автомобилей серии Mercedes-Benz T2, в 1996-м заменённых модернизированной моделью Mercedes-Benz Vario (выпуск последней серии продолжался до 2013 года), которые в 2006 году были дополнены лёгкими развозными цельнометаллическими фургонами и микроавтобусами Sprinter NCV3 или W906. Производство серии цельнометаллических фургонов и микроавтобусов MB Sprinter (VS30 или W907/W910) идёт в Людвигсфельде и поныне.
Завод Barkas прекратил производство развозных автомобилей серии B1000 в апреле 1991 года, а затем его оборудование было демонтировано (для несостоявшегося вывоза в СССР) и утилизовано. Схожая участь тогда же постигла и завод Robur-Werke, выкупленный концерном Klöckner-Humboldt-Deutz, который попробовал запустить в серию модернизированный грузовик Robur LD 3004 с современным дизельным двигателем Deutz, но со старой кабиной, хотя, и с обновлённым экстерьером, однако, машина провалилась на рынке. В 1991 году производство грузовиков марки Robur было прекращено. Ныне, на остатках производственных мощностей Robur-Werke идёт выпуск запчастей.
Завод в Айзенахе, выпускавший малолитражные легковые машины марки Wartburg, был выкуплен в 1990-м компанией Opel (фактически концерном General Motors), затем полностью перестроен и перешёл на выпуск легковых автомобилей брендов Opel, Vauxhall и Holden, а завод в Заксенхаузе, выпускавший микролитражки Trabant, перешёл в собственность концерна Volkswagen и перешёл на выпуск малолитражной модели Volkswagen Polo, а в дальнейшем и других моделей VW. Производство морально устаревших моделей Wartburg и Trabant на обоих предприятиях было остановлено в апреле 1991 года.
Наиболее благоприятно сложилась судьба (несмотря на первоначальный прессинг со стороны западногерманского бизнеса) у фирмы Multicar, специализирующейся на микрогрузовиках применяемых, прежде всего, в коммунальном хозяйстве. Эти юркие машины во времена ГДР были достаточно востребованы не только в странах соцлагеря (в том числе и в СССР было поставлено порядка 10 тыс. таких грузовиков), но и на Западе. После коренной реконструкции данное предприятие существует и поныне, став фактически единственным выжившим автомобильным заводом из бывшей ГДР.
Сегодня ретроавтомобили, выпущенные некогда в ГДР, достаточно популярны как в самой Германии, так и в Восточной Европе. Они стали целым культурным пластом в недавней истории этих стран. Сегодня в Германии и в Восточной Европе функционируют многочисленные клубы любителей автомобилей производства ГДР, ежегодно проводятся слёты их владельцев, сами владельцы тщательно и бережно восстанавливают и следят за своими автомобилями, причём, не только легковыми, но и грузовиками, и автобусами. ГДР-овские автомобили — желанные экспонаты для многих европейских автомобильных музеев и частных коллекций. Так, микролитражка «Трабант», выпущенная в количестве свыше 3 миллионов экземпляров (самый массовый автомобиль ГДР и один из самых массовых в странах соцлагеря), нежно называемая немцами «Траби», стала культовым народным автомобилем, наряду с западногерманским «Фольксваген-Жуком», а также настоящим автомобильным символом ГДР и непременным атрибутом остальгии. Некоторое количество «Трабантов» и несколько большее количество «Вартбургов» попало в начале 1990-х и на территорию бывшего СССР. Также в 1990-е из Германии и Восточной Европы в страны СНГ было вывезено немало неприхотливых и выносливых грузовых и легких коммерческих автомобилей марок Robur, IFA и Barkas, причём некоторые из них эксплуатируются и сегодня, в конце 2010-х.

## Статистика производства
Годовое производство автомобилей, в тысячах штук:
| Годы | Всего | Грузовики и автобусы | Легковые |
| ---- | ----- | -------------------- | -------- |
| 1946 | 1,4   |                      |          |
| 1948 | 2,9   |                      |          |
| 1950 | 8,2   |                      |          |
| 1951 | 16,2  |                      |          |
| 1952 | 18,8  |                      |          |
| 1953 | 24,6  |                      |          |
| 1954 | 31,9  |                      |          |
| 1955 | 37,1  |                      |          |
| 1956 | 45,3  |                      |          |
| 1957 | 51,1  |                      |          |
| 1958 | 42,6  |                      |          |
| 1959 | 59,3  |                      |          |
| 1960 | 76,4  | 12,4                 | 64,0     |
| 1961 | 81,7  | 12,2                 | 69,5     |
| 1962 | 80,4  | 8,2                  | 72,2     |
| 1963 | 94,6  | 10,3                 | 84,3     |
| 1964 | 105,1 | 12,0                 | 93,1     |
| 1965 | 128,6 | 15,7                 | 112,9    |
| 1966 | 136,8 | 21,3                 | 115,5    |
| 1967 | 136,6 | 22,1                 | 114,5    |
| 1968 | 142,0 | 26,0                 | 116,0    |
| 1969 | 147,7 | 26,8                 | 120,9    |
| 1970 | 153,4 | 26,8                 | 126,6    |
| 1971 | 162,7 | 28,4                 | 134,3    |
| 1972 | 169,6 | 30,0                 | 139,6    |
| 1973 | 180,2 | 33,1                 | 147,1    |
| 1974 | 191,1 | 36,5                 | 154,6    |
| 1975 | 197,4 | 38,3                 | 159,1    |
| 1976 | 202,4 | 38,4                 | 164,0    |
| 1977 | 207,1 |                      |          |
| 1978 | 210,5 |                      |          |
| 1979 | 211,0 |                      |          |
| 1980 | 216,6 |                      |          |
| 1981 | 222,7 |                      |          |
| 1982 | 224,2 |                      |          |
| 1983 | 229,6 |                      |          |
| 1984 | 246,8 |                      |          |
| 1985 | 257,8 |                      |          |
| 1986 | 264,4 |                      |          |
| 1987 | 260,7 |                      |          |
| 1988 | 259,6 |                      |          |
| 1989 | 257,8 |                      |          |

## Список автомобильных предприятий ГДР
- VEB Sachsenring Automobilwerke Zwickau
- VEB Automobilwerk Eisenach
- VEB Framo-Werke Hainichen (c 1957 VEB Barkas-Werke Hainichen, с 1961 VEB Barkas-Werke Karl-Marx-Stadt)
- VEB Fahrzeugbau und Ausrüstungen Brandis
- VEB Robur-Werke Zittau
- VEB Motorenwerk Nordhausen
- VEB Fahrzeugwerk Waltershausen
- VEB Kraftfahrzeugwerk «Ernst Grube» Werdau
- VEB Industriewerke Ludwigsfelde
- Fritz Fleischer KG
- Heinz Melkus KG
- VEB Traktorenwerk Schönebeck
- VEB Landmaschinenbau «Rotes Banner» Döbeln
- VEB Kooperationszentrale Automobilbau Karl-Marx-Stadt
- VEB Weimar-Werk
- VEB Kombinat Fortschritt Landmaschinen
- VEB Karosseriewerk Dresden